# De Binckhorst
De Binckhorst, in de volksmond De Witte Burcht, is een gemeentelijk monument aan de Soesterengweg 4 in Soest in de provincie Utrecht.
Het landhuis werd gebouwd in 1913, samen met een koetshuis en een koetsierswoning. Na een paar jaar werd een plat dak toegevoegd. Begin dertiger jaren wordt het het pand door de familie De Jong verkocht aan Israël van Essen.In 1937 werd een tweede verdieping gemaakt. Na een verbouwing wordt de weduwe van de in 1935 overleden N.M.A.M. de Moraaz Imans, Henrietta Maria de Moraaz Imans-IJzendoorn, eigenaar. Haar zoon Marinus Samuël François werd in mei 1943 bekend door het doen verdwijnen van het Soester Bevolkingsregister om de Arbeitseinsatz te bemoeilijken.
In 1943 laat de voormalige propagandachef van de KRO F.H.F. Pas van Groot Oosterland, die goede connecties met de Duitse bezetter had, het huis verbouwen. Pas was rijk geworden door het verkopen van een lading nat geworden tabak uit de, door oorlogshandelingen in mei 1940 in brand geschoten, s.s. Statendam van de Holland-Amerika Lijn (HAL) in Rotterdam. In de leuning van de trap staan dan ook tabaksbladeren en een Javaanse vrouw afgebeeld. Hij liet in 1943 ook een aantal tegeltableaus aanbrengen met het wapen van de Zeeuwse ambachtsheerlijkheid Groot Oosterland en de tekst Luctor et emergo. In 1946 werd eigenaar F.H.F. Pas van Groot Oosterland door het bijzonder gerechtshof voor zonderlinge manipulaties veroordeeld tot 6 jaar gevangenisstraf.
Vanwege het arkeltorentje, dat een zinken spits heeft, en de aangebrachte kantelen kreeg het gebouw de bijnaam De Witte Burcht. Aan de achterzijde is een achthoekige huiskapel met een koepellantaarn.
In de jaren 1970 was in De Binckhorst een biochemisch laboratorium gevestigd.
De Soesterengweg was onderdeel van een van de oudste wegen van Soest, de Barenweg, ook wel Baarnwech of Barenwech. Het was tegelijk een onderdeel van de hessenweg van Amsterdam naar Duitsland. De naam Soesterengweg werd vastgesteld in 1911.
Op nummer 2 staat de oude chauffeurswoning van de vroegere buitenplaats De Witte Burcht (nummer 4) en de De Witte Burchthoeve. Op huisnummer 8 staat de Witte Burchthoeve. Aan oostzijde van de Soesterengweg ligt het evenemententerrein, het laatste onbebouwde deel van de Noordereng.

## Bewoners
- 1913 - 1932 Carel Cornelis de Jong
- 1932 - ca 1937 Israël de Essen
- De weduwe van Nicolaas Marius Antonius Marinus de Moraaz Imans, met 2 kinderen
- 1943 - 1948 F.H.F. Pas van Groot Oosterland en mevr.Holthuizen
- 1948 - 1951 R.C. Konings
- 1951 - ± 1952 J.J. Blijdenstein, S. en G. Kuperus en D.M. Borger
- ± 1952 - 1960 Firma Twentsche Matrassenfabrieken te Almelo (S. en G. Kuperus en D.M. Borger)
- 1960 - 1993 G.H. van Leeuwen (Enzypharm Research Laboratory)
- 1993 - 1995 J.B. v.d. Grift[2] en R.A. v.d. Grift
- 1995 R. Hendriks